# Olav H. Hauge
Olav Håkonson Hauge (ur. 18 sierpnia 1908 w Ulviku, zm. 23 maja 1994 tamże) – norweski poeta.

## Życiorys
Studiował w Norweskiej Szkole Nauk Rolniczych. Od najmłodszych lat pasjonował się literaturą i lingwistyką, nauczył się niemieckiego, francuskiego i angielskiego, później również innych języków. Zadebiutował w 1946 zbiorem poetyckim Glør i oska (Żar pod popiołem), późniejsze zbiory to Under bergfallet (1951), Seint rodnar skog i djuvet (1956) i På Ørnetuva (1961). W 1966 opublikował tom poezji Dropar i Austavind (Krople na wschodnim wietrze). Jego twórczość wyróżniała się bogactwem formalnym (metrum klasyczne, formy chińskie i japońskie), głównym jej motywem była przyroda Norwegii. Swoją twórczością wywarł wpływ na norweską poezję współczesną, zwłaszcza na twórców z grupy Profil. Tłumaczył również literaturę orientalną. W 1962 otrzymał Nagrodę Krytyków, a w 1969 Nagrodę Doblouga.